# 奧伯林鎮區 (堪薩斯州第開特縣)
奧伯林鎮區（英語：Oberlin Township）為美國堪薩斯州第開特縣轄下的鎮區。2010年美国人口普查中此鎮區人口有81人。

## 地理
奧伯林鎮區涵蓋總面積為88.8平方（34.28平方英里），其中陸地面積為88.7平方（34.26平方英里），水域面積為0.052平方（0.02平方英里）或0.06%。海拔高度787（2,582英尺）。

## 人口統計
根據2010年美國人口普查，奧伯林鎮區人口有81人，其中男性有42人，女性有39人，人口密度為每平方公里0.91人，住房計40戶。鎮區內的白人有81人，非裔美國人有0人，美洲原住民有0人，亞裔美國人有0人，太平洋島裔美國人有0人，其他種族有0人，混血種族則有0人。此外鎮區內有0人為西班牙裔或拉丁裔美國人。此鎮區之年齡中位數為53.3歲，而男性年齡中位數為53.5歲，女性年齡中位數為52.8歲。

## 交通

### 主要公路
- 36號美國國道
- 83號美國國道